# Zilverflankmiersluiper
De zilverflankmiersluiper (Myrmotherula luctuosa) is een zangvogel uit de familie Thamnophilidae (miervogels).

## Verspreiding en leefgebied
Deze soort is endemisch in oostelijk Brazilië van Paraíba tot Rio de Janeiro.

## Status
De grootte van de populatie is niet gekwantificeerd maar de soort wordt omschreven als vrij algemeen in een aantal beschermde gebieden. Op de Rode lijst van de IUCN heeft deze soort de status niet bedreigd.